# Domenico Cariolato
Domenico Cariolato (Vicenza, 7 luglio 1835 – Roma, 29 gennaio 1910) è stato un militare italiano, fu garibaldino.

## Biografia
Nel 1848, appena dodicenne, si distinse nella difesa di Vicenza. Per aver salvato una donna e il suo bambino da una bomba, viene decorato con la medaglia di bronzo al valor militare. 
Nel 1849 prende parte alla difesa della Repubblica Romana, catturato dai francesi il 30 Aprile reagì alla risata del Generale Oudinot con la frase " io vi faccio ridere voi mi fate ribrezzo " ( cit. In "Roma senza il Papa " - di Giuseppe Monsagrati ) e all'insurrezione di Genova. Nel 1859 si arruola come volontario nelle Guide a cavallo dei Cacciatori delle Alpi. A 24 anni partecipa alla spedizione dei Mille. Nel 1862  è iniziato in massoneria a Palermo, su proposta di Garibaldi ed entra nell'Esercito e dal 1866 nel Reggimento "Lancieri di Milano". Nel 1866, abbandonato il Regio esercito,  è ufficiale nel Corpo Volontari Italiani garibaldini nella campagna del Trentino e partecipa valorosamente alla battaglia di Bezzecca. Nel 1872 lascia l'esercito. Trascorre l'ultimo periodo della vita a Roma.
Fu anche scrittore e pubblicista, romanziere e presidente di sodalizi mutualistici operai.